# Folkbokföring
Folkbokföring är registrering av grundläggande personuppgifter – exempelvis födelsedatum eller ålder, födelseort, kön, make, barn och bostadsadress – om de individer som utgör landets befolkning. Det första landet att upprätta ett rikstäckande befolkningsregister var Frankrike år 1539, med hjälp av de katolska kyrkoregistren. Sverige följde 1631, vilket utfördes av Svenska kyrkan på uppdrag av kung Gustav II Adolf.
Föregångare till nationell folkbokföring har varit dels folkräkningar och skattskrivning av skattepliktig befolkning i mantalslängder, dels jordeböcker (förteckningar över jordegendomar), dels militära utskrivningslängder, dels den kyrkobokföring (redovisning av prästens förrättningar, det vill säga dop, vigslar, begravningar, husförhör och nattvardsbesök), som infördes i ett vissa europeiska församlingar kring 1500-talet, ibland redan på medeltiden. Folkräkning är känt redan från 4000 i det forntida Egypten. Den äldsta bevarade jordeboken är från Frankrike på 700-talet. Det äldsta bevarade församlingsregistret härrör från 1303 i Givry, Frankrike.

## Folkbokföring i Sverige
En föregångare till den senare regelbundna bokföringen i Sverige kom från de två biskoparna Johannes Rudbeckius i Västerås stift och Johannes Botvidi i Linköpings stift i början av 1600-talet. På eget initiativ började de bägge biskoparna att skriva ner information om deras respektive församlingar vilket inkluderade gåvor till kyrkan, information om begravningar, dop och vigslar. Husförhören började så småningom att dokumenteras.
Sverige var ett av de första länderna med statligt påbjuden nationell folkbokföring genom en i Berowald i Mecklenburg utfärdad kunglig instruktion till biskop Johannes Botvidi den 21 januari 1631, som ålade alla kyrkor att föra längd över "de döpte och begravnes namn". Dock bör man påtala att det från medeltiden[källa behövs] och fram till 1600-talet fanns även en militär folkbokföring med bl.a. utskrivningslängder, där grunduppgifterna om befolkningen lämnades av prästerna. Skattelängder har funnits sedan 1530 och mantalslängder sedan 1570-talet. I fogdeordningen för Finland av år 1556, sjätte paragrafen, föreskrevs att fogdarna skulle låta uppskriva hur mycket mantal som fanns i var by och gård, "både mankön och kvinnkön, vart slag för sig, och huru åldriga de voro." Man kan följa husförhörslängder allmänt i Sverige sedan 1670-talet, och i Västmanland och Dalarna ända från 1620-talet. 
Efter flera decenniers stridigheter tillsatte Karl XI år 1684 en kommission av adliga jurister att utarbeta en ny kyrkolag, där de tidigare instruktionerna upphöjdes till lag i 24:e kapitlet i 1686 års kyrkolag och svenska kyrkans församlingar ålades att föra ytterligare kyrkoböcker.  I I mantalskommissarieinstruktionen av år 1693 förelades kyrkoherden formellt att medföra kyrkoboken till mantalsskrivningarna för att bilägga eventuella tvister om "om Åldern på de unge sig skulle yppas".
1713 införde biskop Jacob Lang enhetliga formulär. 1723 års privilegier befriade prästerna från skyldigheten att närvara vid mantalsskrivningsförrättningarna efter mångåriga protester angående arbetsbörda och skapande av osämja mellan prästerskap och församling. Den civila förvaltningsmyndigheterna fortsatte dock söka tillgång, och ett kungligt cirkulär av den 3 oktober 1781 ålade kyrkan "at uppå landsfiscalens begäran upwisa the af them hållne husförhörs- och kommunionlängder".
Den första befolkningsstatistiken infördes den 29 januari 1736 med kungligt brev till samtliga konsistorier angående beslut om en 15-årsstatistik omfattande åren 1721–1735 och om därefter löpande årliga uppgifter i tre kolumner avseende  "af hvilka i den första utsättes summan och antalet af de födde, uti den andre antalet af de döde och öfverskottet sedan i den tredje". Den första vetenskapliga uppsatsen i ämnet utgavs av Vetenskapsakademin 1744, och 1749 inrättades Tabellverket, vilket var föregångaren till Statistiska Centralbyrån. Folkräkning i Sverige har genomförts regelbundet av svenska staten sedan 1749, ofta vart tioende år. 
Efter konstanta klagomål om bristande tillfällighet och flera skandaler under årens lopp varav 1810 års där de personer som undanhållits beskattning samt de myndighetspersoner som varit ansvariga översteg tusentalet inblandade kom 1812 en ny förordningen som innebar att prästen skulle medverka vid förrättningen även om ansvaret ytterst låg på landshövdingeämbetet och strikt ansvar för längdernas korrekthet. Dessutom blev "hvar och en ware pligtig at låta sig Mantals- och Skatt-skrifwa der han bofast är eller större delen af året wistas".
Genom 1894 års kyrkobokföringsförordning fastställdes enhetliga formulär för ministerialböcker, där konfirmationsbok ingick tillsammans med församlingsboken som ersatte de tidigare husförhörslängderna. Denna stod sig med mindre justeringar fram till 1944, då plåtregistern infördes genom folkbokföringsförordningen den 28 juni 1946, kyrkobokföringskungörelsen den 30 december samma år och mantalsskrivningskungörelsen den 25 augusti 1947. Det innebar att varje inom länet kyrkobokförd person fick en tryckplåt med de registrerade uppgifterna präglad hos länsbyrån, som sedan skickade ett tryck till berörd pastorsexpedition.
Datorernas införande från 1964 möjliggjorde ADB-behandling av uppgifterna, och samtidigt tog debatten om vem som var mest lämpad att sköta folkbokföringen fart. Svenska kyrkan och det 1971 bildade Riksskatteverket var givna kandidater, men även Försäkringskassan hade förespråkare då denna antogs vara bäst ägnat att hitta skenskrivningar med avsikt till bidragsfusk. Folkräkningar har resulterat i elektroniska mantalslängder sedan 1971, och finns elektroniskt utgivna.
I och med separationen av staten och Svenska kyrkan fastställdes 1991 att Skattemyndigheten skulle inrätta en egen avdelning för folkbokföringen, varvid kyrkoböckerna och mantalslängderna slutgiltigt sammanfördes.